# Xavier de Cardaillac
Pour les articles homonymes, voir Cardaillac (homonymie).
Xavier de Cardaillac, né le 10 juin 1858 à Vic-en-Bigorre et mort le 29 décembre 1930 à Magescq, est un avocat, historien, traducteur et journaliste français.

## Biographie
Xavier de Cardaillac naît le 10 juin 1858 à Vic-en-Bigorre. Il est le fils de Gaston, baron de Cardaillac et de son épouse née Dussac. Il est issu d’une ancienne famille noble du sud de la France, dont sont issus plusieurs magistrats, prélats et militaires[Laquelle ?]. Il devient avocat au barreau de Tarbes (où il est deux ans bâtonnier) puis à celui de Pau. En 1914, peu après le début de la Première Guerre mondiale, alors qu’il est capitaine d’une unité territoriale maintenue à l’arrière, il demande à entrer en service actif. Il est alors appelé au 144e régiment d'infanterie à Tarbes puis à Salon-de-Provence. Il est envoyé au Maroc en mai 1915 et dirige une compagnie à Taza. Il en rapporte des pièces de l’époque paléolithique qu’il a découverte et qui sont conservées au musée Dubalen de Mont-de-Marsan. Il est rappelé en France en 1917 et est nommé, par décret du ministre de la Guerre, capitaine honoraire de territoriale.
Après la guerre, son état de santé le fait quitter le barreau et se retirer à Magescq. Il rédige de nombreux articles tauromachiques, principalement sur la course landaise. Il visite l’Espagne à plusieurs reprises, et y rencontre le matador Antonio Reverte. Il s’intéresse également à la littérature espagnole, et entreprend une traduction de Don Quichotte de Miguel de Cervantes. D’après Camille Jullian, « c’est une de meilleures traductions qui aient été faites », et elle est récompensée par le prix Langlois de l’Académie française en 1927.
Il est membre de la société de Borda, participe à ses réunions et publie des notices historiques et archéologiques dans son bulletin. Il en est le vice-président de 1921 à 1930. Dans ses Propos gascons, un recueil de souvenirs, récits de voyages, nouvelles et légendes, il raconte son amour pour la Gascogne et l’Espagne. Il s’intéresse également à l’archéologie (visite et décrit de nombreuses anciennes églises landaises), à la préhistoire et à l’art. Il publie plusieurs articles consacrés à l’histoire locale dans Le Cadet de Gascogne. Il a deux enfants, Marie et Raymond. Il meurt le 29 décembre 1930 à Magescq.

## Distinctions
- Officier d'académie[4]
- Chevalier de l'ordre d'Isabelle la Catholique[4]
- Officier de l'ordre d'Isabelle la Catholique[4]
- Commandeur de l'ordre d'Isabelle la Catholique[4]
- Chevalier de l'ordre du Ouissam alaouite[4]
- Officier de l'ordre du Ouissam alaouite[4]
- Médaille coloniale[4]
- Médaille interalliée de la Victoire[4]
- Prix Langlois (1927)[5]

## Publications
- Les tumulus sépultures d'Arzacq et de Thèze, Dax, Justère, 1885, 11 p. (présentation en ligne)
- La Campagne électorale d'Achille Fould dans la 2e circonscription de Tarbes, récit d'un témoin, Tarbes, Perrot-Prat, 1899 (présentation en ligne)
- La Cité de Bigorre, « Civitas Turba ubi Castrum Bigorra », Orra-Saint-Lézer, Tarbes, Croharé, 1890, 216 p. (présentation en ligne)
- Éloge de feu Louis de Fiancette, bon d'Agos, Saint-Gaudens, Abadie, 1892, 7 p. (présentation en ligne)
- L'Art contemporain en Bigorre, conférence faite à la fête littéraire d'Argelès, Tarbes, Perrot-Prat, 1893, 15 p. (présentation en ligne)
- Le Socialisme, c'est l'ennemi, Tarbes, Perrot-Prat, 1894, 14 p. (présentation en ligne)
- L’association, c’est l’avenir, Tarbes, Perrot-Prat, 1894, 11 p. (présentation en ligne, lire en ligne)
- Fontarrabie, Bordeaux, Gounouilhou, 1896, 296 p. (présentation en ligne)
- Propos gascons :
  - Propos gascons. Cadets et faux-nez de Gascogne, Biarritz, Lamaignère, 1898, 8 p. (présentation en ligne)
  - Propos gascons, t. I, Bordeaux, Gounouilhou, 1898, 78 p. (présentation en ligne)
  - Propos gascons, t. II, Paris, Hachette, 1899 (présentation en ligne)
  - Propos gascons, t. III, Paris, Juven, 1905 (présentation en ligne)
- Propos d’un croyant sur Dreyfus, Tarbes, Perrot-Prat, 1898, 14 p. (présentation en ligne)
- La bataille de Roncevaux, Biarritz, Soulé, 1912, 9 p. (présentation en ligne)
- Le Musée pyrénéen du château fort de Lourdes, Tarbes, Lesbordes, 1922, 16 p. (présentation en ligne)
- Traductions de Don Quichotte :
  - L'ingénieux hidalgo Don Quichotte de la Manche. Première partie, Toulouse, Privat, 1923, 381 p. (présentation en ligne)
  - L'ingénieux hidalgo Don Quichotte de la Manche. Deuxième partie, Paris, Didier, 1926, 424 p. (présentation en ligne)
  - Don Quichotte illustré, Liège, Éditions du Balancier, 1929 (présentation en ligne)
- La décoration dans l'abside de l'église de Magescq, Dax, Labèque, 1925, 8 p. (présentation en ligne)
- Églises fortifiées landaises, Dax, Ducasse & Dubon, 1926, 111 p. (présentation en ligne)
- Les Tumulus de Lourdes à Dax, Dax, Labèque, 1927, 18 p. (présentation en ligne)
- La naissance de l’Amérique espagnole, Paris, Revue de l’Amérique latine, 1929, 12 p. (présentation en ligne)
- Un Matador d'hier, les avatars de don Luis, Revue de l’Amérique latine, 1930, 15 p. (présentation en ligne)